# Mer de Marmara
Pour les articles homonymes, voir Marmara.

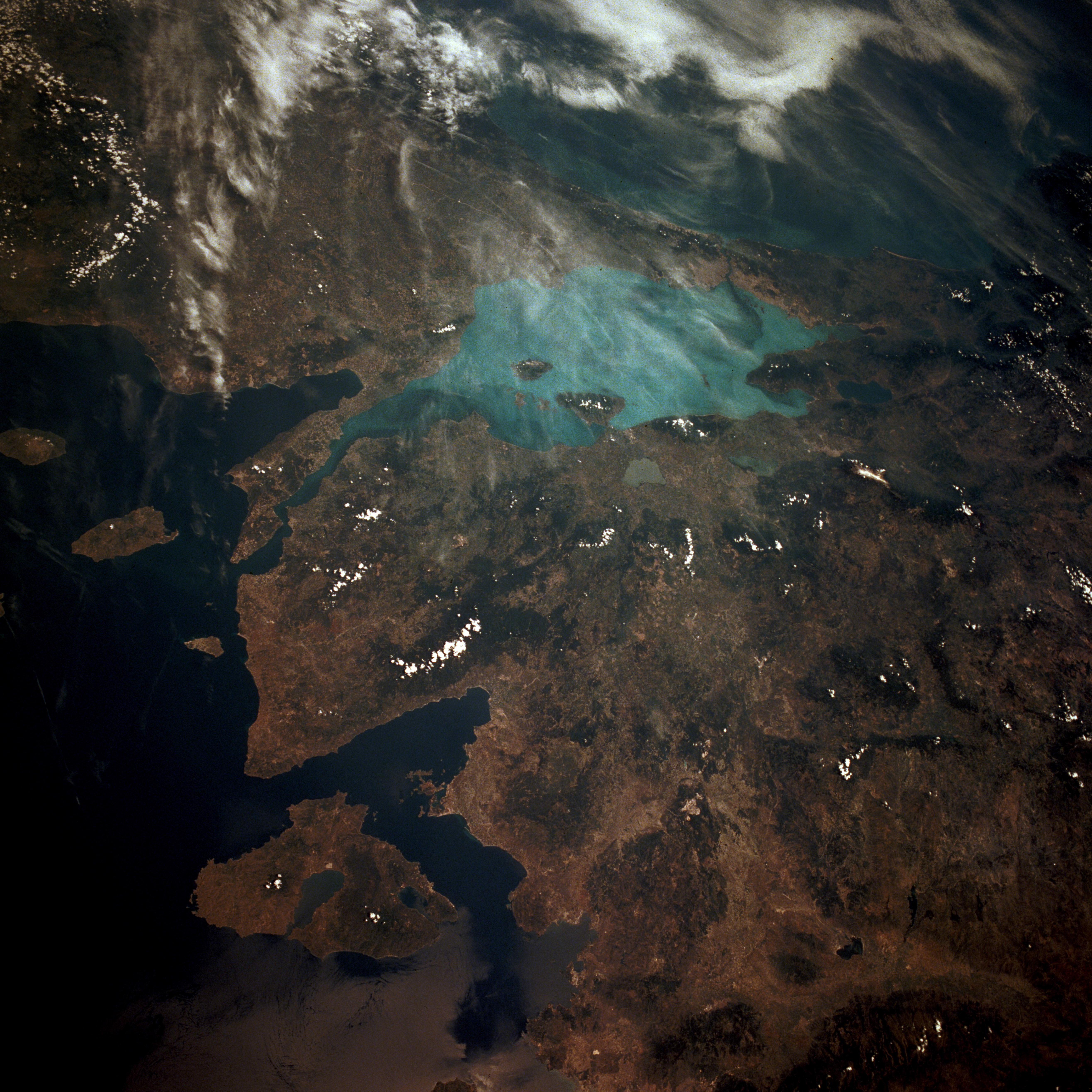
Image satellite de la mer de Marmara.

Mer de Marmara et ports anciens.

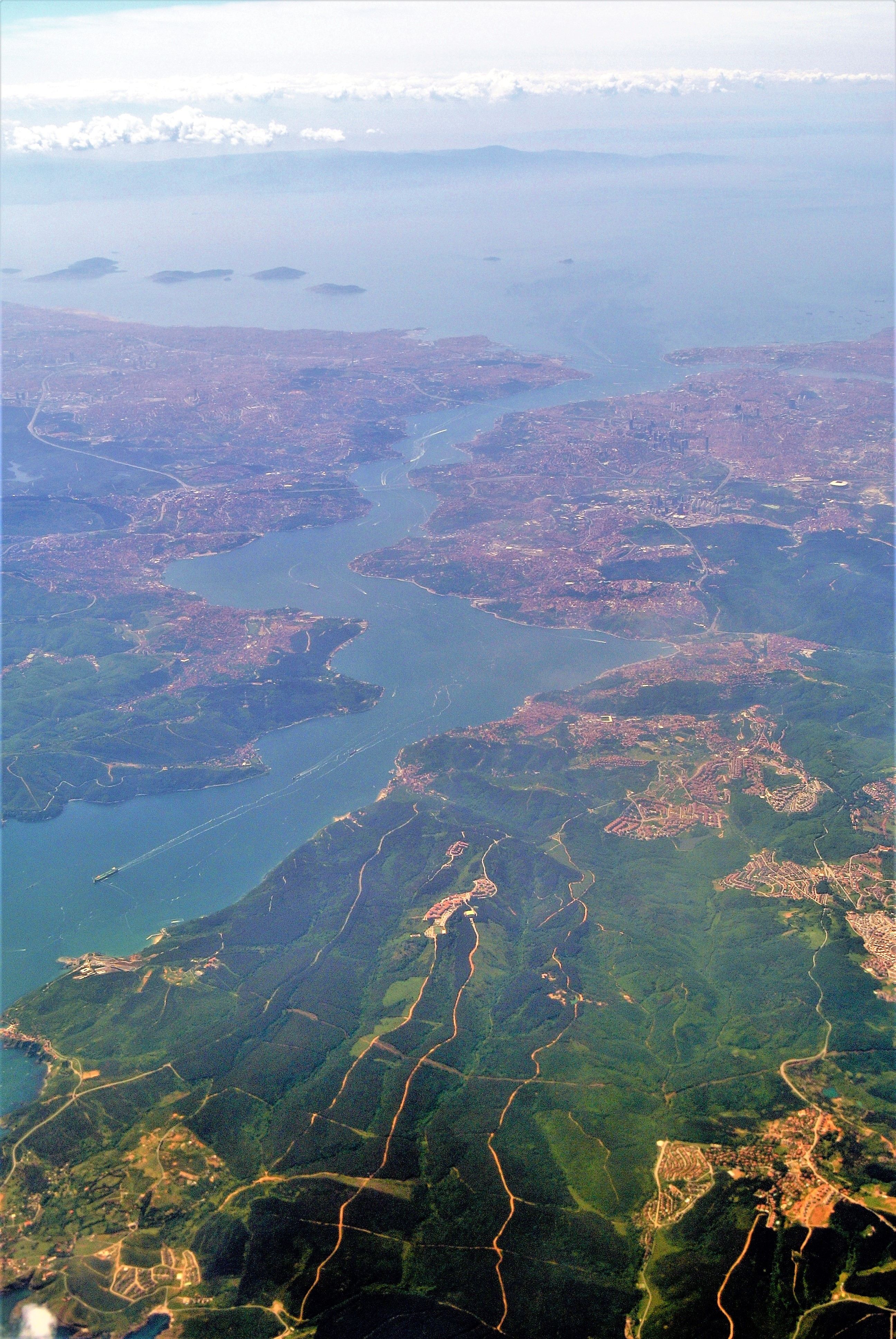
Vue aérienne du Bosphore, Istanbul et mer de Marmara à l'arrière-plan.

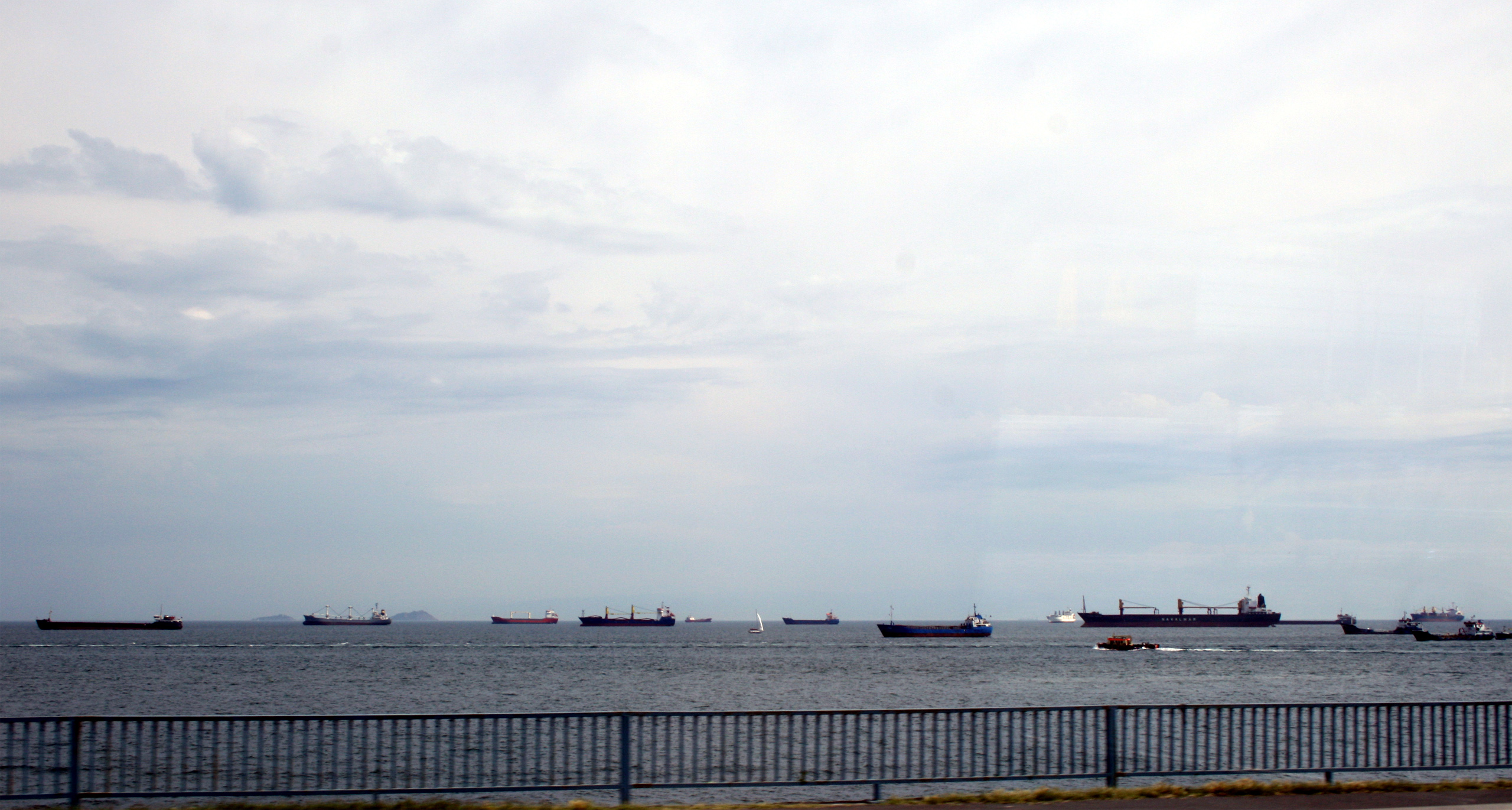
Bateaux en attente pour l'entrée dans le Bosphore.

La mer de Marmara, autrefois appelée la Propontide, est une mer située en Turquie, entre la Thrace orientale et  l'Anatolie, et qui communique avec la mer Égée au Sud-Ouest et la mer Noire au Nord-Est. Par les détroits des Dardanelles et du Bosphore, qu'elle inclut dans sa surface, elle constitue une mer transitoire entre la mer Méditerranée et la mer Noire. La mer de Marmara s'étend sur 11 500 km2 et a une profondeur maximale de 1 261 m. Elle est bordée au Nord et au Sud par la Turquie et est située sur une faille responsable de nombreux et dramatiques séismes.

## Localisation
L'Organisation hydrographique internationale (OHI) détermine les limites de la mer de Marmara de la façon suivante: :
- à l'Ouest : une ligne joignant Kumkale (40° 00′ 31″ N, 26° 11′ 54″ E) et Mehmetçik burnu (ex-cap Helles) (40° 02′ 35″ N, 26° 10′ 31″ E), l'entrée occidentale des Dardanelles ;
- au Nord-Est : une ligne joignant le Rumeli burnu (Rumelifeneri 41° 14′ 02″ N, 29° 06′ 58″ E) et l'Anadolu burnu (Anadolufeneri 41° 13′ 06″ N, 29° 09′ 05″ E), en Turquie d'Asie.

## Nom
Les anciens Grecs appelaient cette mer la « Propontide » (en grec Προποντίς, -ίδος / Propontís, -ídos). Ce terme dérive des termes pro (avant) et pontos (mer), car pour les Grecs venant de mer Égée, elle était située avant le Pont-Euxin (l'actuelle mer Noire).
Le nom de Marmara proviendrait de l'ancien terme grec Marmaros ou marmaron (désignant le « marbre » blanc tacheté ou veiné de bleu) très courant dans l'île de Prokonnēsos (ou Proconnèse) : « île (nēsos) aux chevreuils (prokos) », qui désigne depuis l'île de Marmara. Celle-ci a donné par extension son nom à la mer.

## Histoire
Dans l'Antiquité, les principales cités de Propontide étaient Byzance et Chalcédoine, à l'embouchure du Bosphore. Les régions baignées par cette mer étaient, sur la rive asiatique, la Mysie au sud et la Bithynie au Sud-Est, et sur la rive européenne, la Thrace au Nord.

## Îles
- Îles des Princes (en grec Prinkiponèse) :
  - Kınalıada
  - Burgazada
  - Heybeliada
  - Büyükada
  - Sedef Adası
  - Sivriada
  - Yassıada
  - Kaşık Adası
  - Tavşan Adası
- Incir
- Hayırsızada
- Şemsiye Adası
- İmralı Adası
- Marmara Adası
- Avşa (ou Turkeli Adası)
- Paşalimanı Adası
- Ekinlik